# Shane Mack

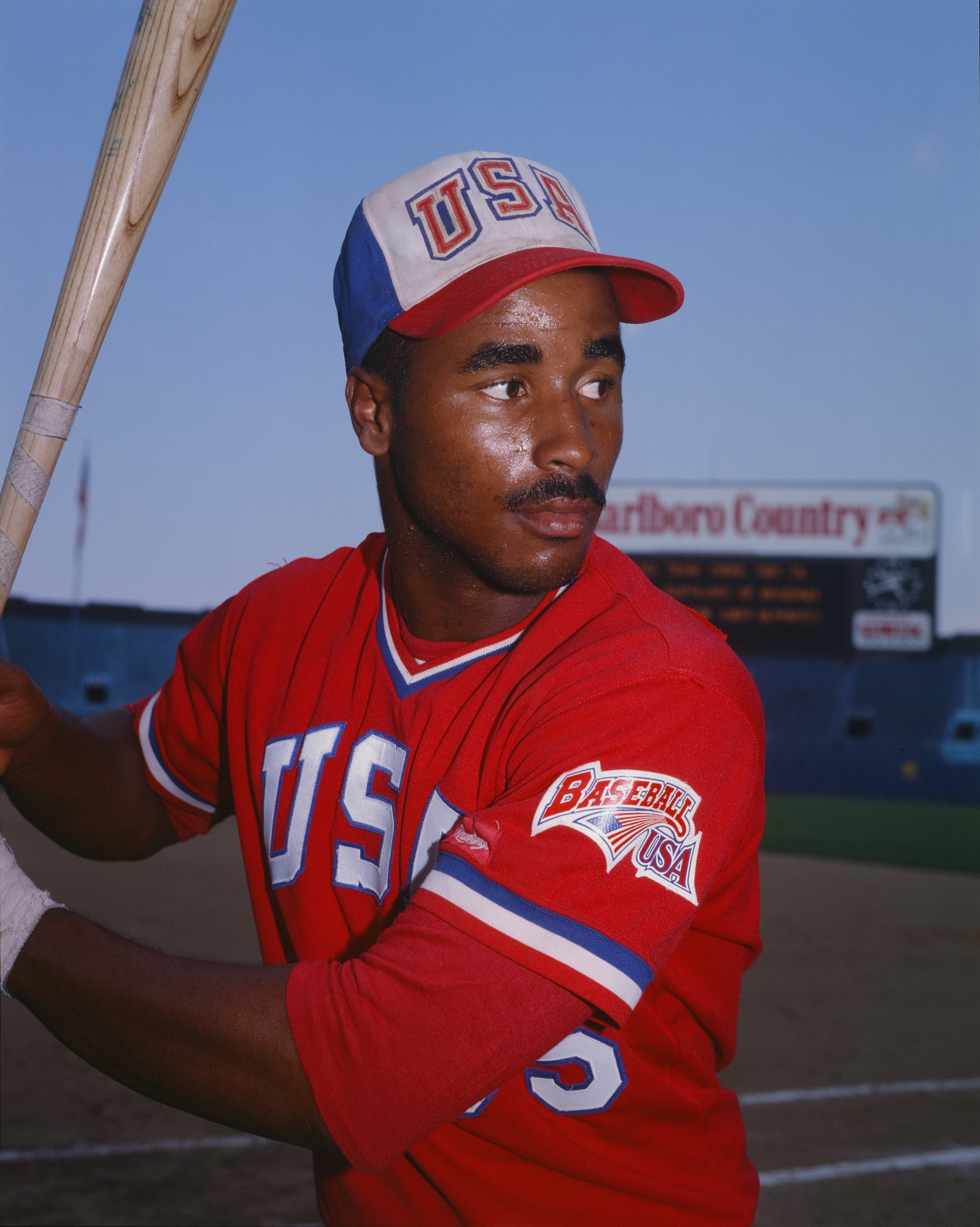
Imagem de Shane Macck no ano 1984

Shane Lee Mack é um ex-jogador profissional de beisebol norte-americano.

## Carreira
Shane Mack foi campeão da World Series 1991 jogando pelo Minnesota Twins. Na série de partidas decisiva, sua equipe venceu o Atlanta Braves por 4 jogos a 3.